# جوزيف موليتور
جوزيف موليتور (بالإنجليزية: Joseph Molitor)‏ (14 فبراير 1874 - 26 أغسطس 1917)، مُهندس مِعْماري، وُلَد في بوهيميا، له إرثٌ عَريقٌ في عمارة الكنيسة.

خريطة للنمسا والمجر، وتظهر مقاطعة بوهيميا بالرقم "1".

## حياة مبكرة
وُلِد جوزيف موليتور في 14 فبراير 1874، في يوم العيد الكاثوليكي للقِديس فالنتاين، أمْضى سَنواته الأولى في المقاطعة النمساوية المجرية في بوهيميا آنذاك، ثُمّ انتقل في نهاية المَطاف إلى الولايات المتحدة في التّسْعينات.

## مهنة
في عام 1890، أنْشَا موليتور شَراكةً مع تشارلز كلال، وصَمّمَ كَنيسة سانْت فيتوس البوهيمية، كَمُهندسٍ مِعْماريٍ مُستقل، وَضَع موليتور الخُطَط الِمعمارية لعددٍ من الكنائس، مُعظمها يقع في شيكاغو وضواحيها المحيطة بها. وكانت هذه الكنائس معروفةً لأسلوبها المِعْماري الرّاقي، وتَشْمل هذه الهَياكل كَنائسَ شيكاغو من القِديسَيْن سيريل وميثوديوس (مغلقة الآن)، وسانت لورانس، وسانت فرانسيس من الأسيزي، وكنيسة القِديس يوسُف للروم الكاثوليك في سانت بونافنتور، وكنيسة الصّليب المقدس للروم الكاثوليك، فَضْلاَ عن كنيسة القديسة مريم في بيفرفيل، إحدى ضواحي شيكاغو، كما صَمّم موليتور دير الأب العاطفي في الجانب الشّمالي من شيكاغو. كانت مِهْنة موليتور في المدينة قصيرة، حيث لا يوجد حالياً أي دليل على وجود أي عمولات أخرى تعود إلى تاريخها بعد عام 1915.
أَبْرَزُ الأنماط المِعمارية المُتكررة في أعمال موليتور تَشْمل أنماط إحياء الباروك والرومانسكي. كما أنّ بعض العناصرالثانوية من العمارة القوطية والعصرية الكلاسيكية هي أيضا مَرْئية في بعض أعماله. نَمَطٌ آخرٌ يظهر في جميع أنحاء العديد من الكنائس التي صَمّمها موليتور هو وجود بُرجَين تَوأمين في الجزء الأمامي من الكنيسة، وهو أمرٌ شائعٌ جداً في عمارة الكنيسة الأوروبية.

## حياة شخصية
كان موليتور متزوجاً من تيريزا موليتور (8 أكتوبر 1878 - 28 سبتمبر 1917)، ولا يُعرف ما إذا كانا قَد تَزَوجا في بوهيميا أو في الولايات المتحدة بعد الهجرة، كان للزَوْجَين ثلاثة أطفال: فرانسيس، جوزفين، وجينيفيف، وعند وفاة موليتور كانت العائلة تَعيش في حي القرية الأوكرانية الحالية في شيكاغو.

## موت ودفن
في خريف عام 1916، عانى موليتور مِن انهيار عصبي، وتوفي عام 1917 عن عمر 42 سنة حيث سُجِلت وفاته في اثنين من نعي شيكاغو تريبيون، وفقاً لزوجته تيريزا فإنه في 26 أغسطس 1917، رُفِضَ دخوله إلى «منزل واشنطن» في 1533 شارع ماديسون الغربية. وفي وقتٍ لاحق من ذلك اليوم، حوالي الساعة 9:00 مساءً، تُوفي في سيارة أجْرة أثناء نقله إلى مستشفى محلي، دُفن جوزيف موليتور بعد ثلاثة أيام في 29 أغسطس في مقبرة سانت أدالبرت في نيلز، إلينوي. وبعد وفاة موليتور، صَرّح المُشرف على البيت في واشنطن، دبليو إتش بارتون، أّنه كان يُحَقِقُ فيما إذا كان هناك ما يُبرر وجود مُمَلّك في المنزل في إبعاد موليتور. بعد أكثر مِنْ شَهْر بقليل من وفاة موليتور، في 28 سبتمبر 1917، تُوفيت زوجته تيريزا أيضاً، بعد 10 أيام فقط من عيد ميلادها ال39، دُفن الزَوجان معاً في سانت أدالبرت.

## معرض

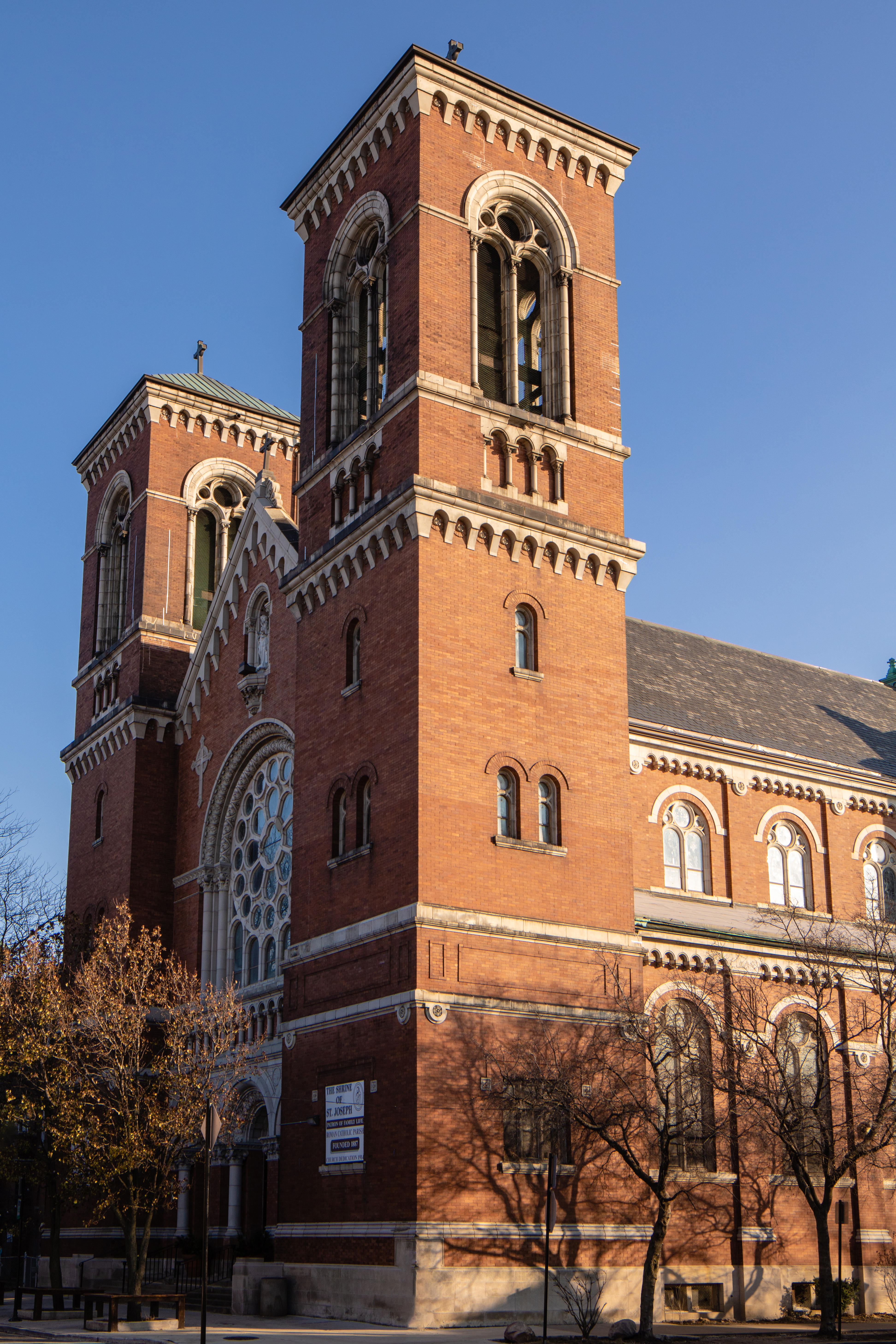
منظر لكنيسة القديس يوسف في شيكاغو، بنى موليتور هذه الكنيسة في الغالب على الطراز الباروكي.
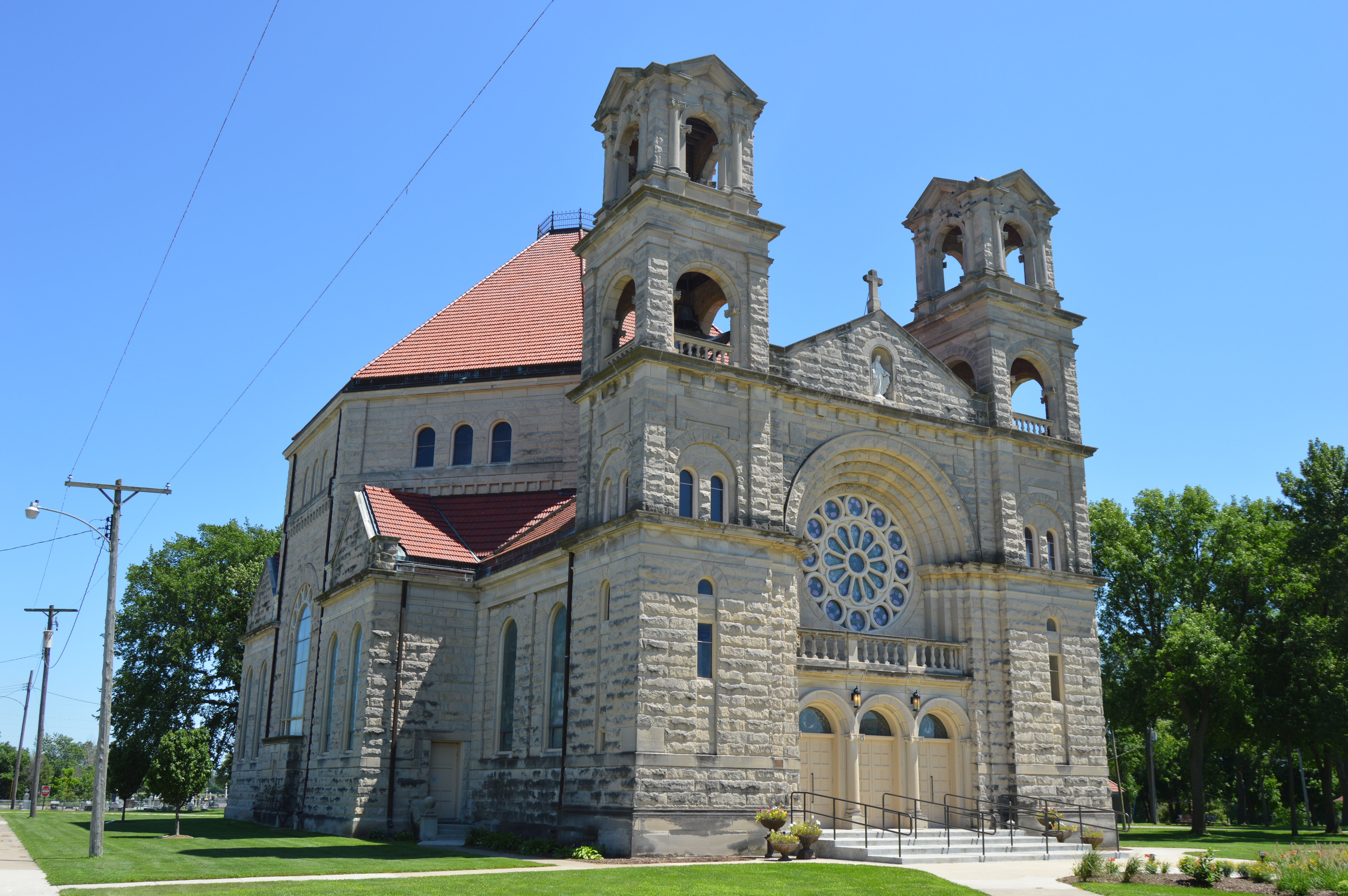
كنيسة القديسة مريم في بيفرفيل، تم تصميم هذا الهيكل على وجه الخصوص على طراز إحياء الرومانسيك.
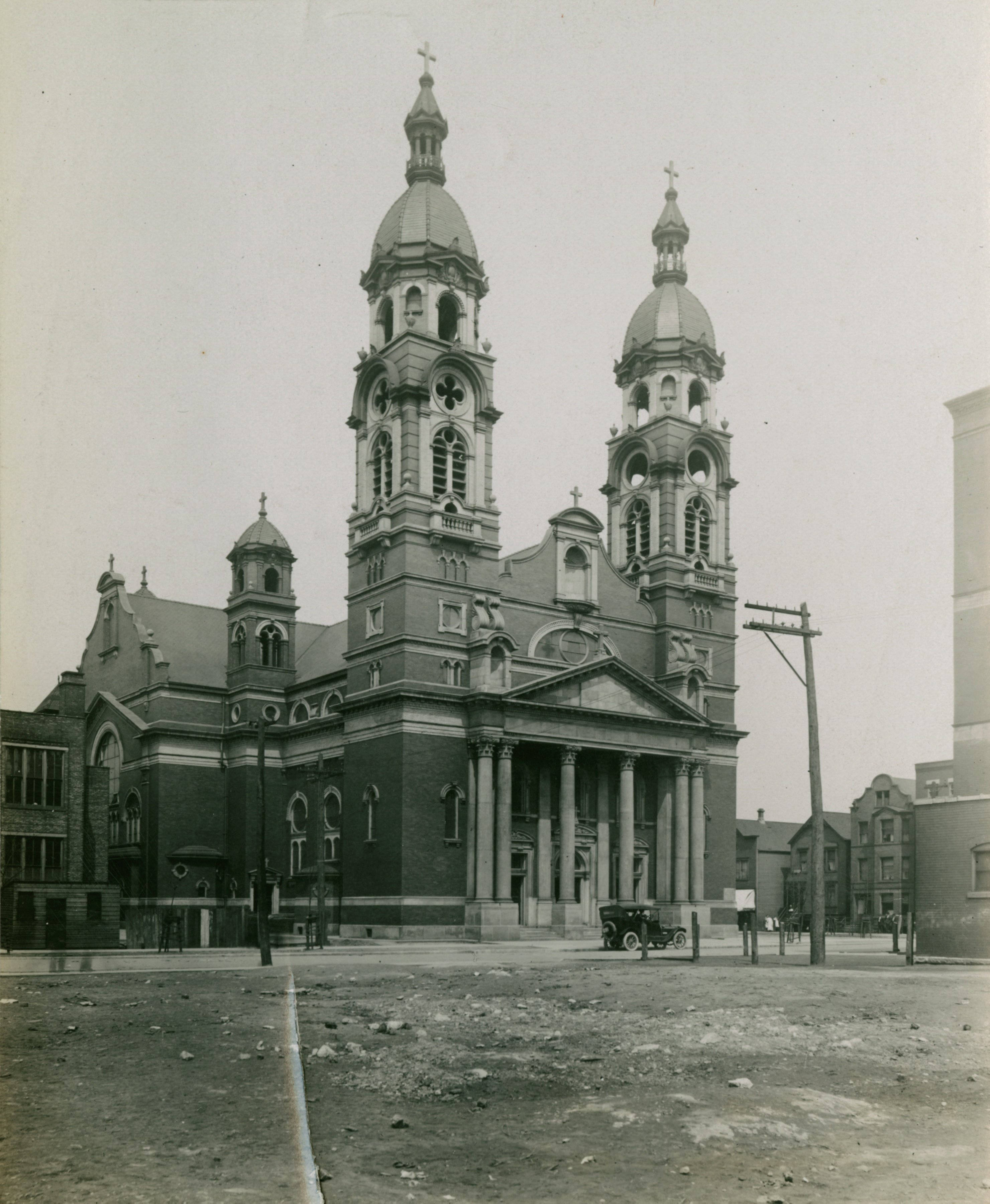
صورة لكنيسة الصليب المقدس بالقرب من ساحات يونيون بشيكاغو. تم التقاط الصورة في عام 1914 ، قبل اكتمال بناء الباروك مباشرة.
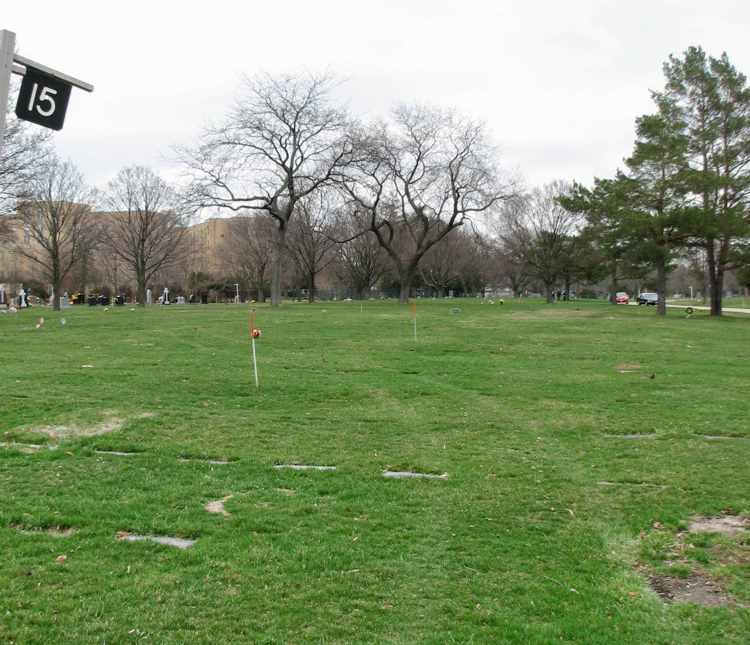
جزء من مقبرة القديس أدلبرت ، مكان استراحة موليتور ، في ضاحية نايلز شمال شيكاغو.